# Kunzenbach (Tieflachgraben)
Der Kunzenbach ist ein rund 1,3 Kilometer langes Gewässer in der Gemeinde Durmersheim im baden-württembergischen Landkreis Rastatt.

## Geographie
Der Naturraum Rastatter Rheinniederung wird von zahlreichen verlandeten Mäandern des Rheins durchzogen. Ein bei Durmersheim gelegener Mäander nahm später den Federbach auf. Um 1800 wurde der Federbach in einen rund 600 Meter langen Durchstich verlegt. Der Kunzenbach verläuft im oberen und südlichen Teil dieser insgesamt etwa 2,5 Kilometer langen Flussschlinge; der untere und nördliche Teil wird vom Tieflachgraben durchflossen, in den der Kunzenbach von rechts mündet.
Der Kunzenbach zweigt vom Federbach unweit des westlichen Ortsrandes von Durmersheim nach links und Westen ab. Im Oberlauf durchfließt er ein Gebiet mit Kleingärten und Sportplätzen. Am Unterlauf liegt am linken Ufer, dem einstigen Prallhang der Flussschleife, ein zu Durmersheim gehörendes Gewerbegebiet. Knapp vor seiner Mündung in den Tieflachgraben fließt dem Kunzenbach von links und Süden ein Graben zu, der vom Durmersheimer Ortsteil Würmersheim kommt und von Röhricht und einem Feldgehölz mit Weiden gesäumt wird.
Der Kunzenbach liegt im Naturschutzgebiet Rheinniederung zwischen Au am Rhein, Durmersheim und Rheinstetten oder bildet dessen Grenze. Im Unterlauf grenzt am Gleithang ein überdecktes Niedermoor mit einer Torfmächtigkeit von bis zu 70 Zentimeter an den Gewässerlauf an. Große Teile des Moors sind mit Schilfröhricht oder Weidengebüsch bestanden. Relativ häufig sind weite Flächen mit Wasser bedeckt, so dass sich vergleichsweise naturnahe Verhältnisse eingestellt haben. Im Oberlauf wird der Kunzenbach von einem Feldgehölz und Röhricht begleitet.

### LUBW
Amtliche Online-Gewässerkarte mit passendem Ausschnitt und den hier benutzten Layern: Karte des Kunzenbachs

Allgemeiner Einstieg ohne Voreinstellungen und Layer: Daten- und Kartendienst der Landesanstalt für Umwelt Baden-Württemberg (LUBW) (Hinweise)
1. 1 2  Höhe nach dem Höhenlinienbild auf dem Hintergrundlayer Topographische Karte oder dem Digitales Geländemodell der Online-Karte.
2. ↑  Länge nach dem Layer Gewässernetz (AWGN).
3. ↑  Offenland-Biotopkartierung, Erhebungsbogen Aufgeweiteter Graben westlich Würmersheim (Nr. 170152162843). (Abgerufen am 12. Januar 2020)
4. ↑  Schutzgebiete nach den einschlägigen Layern.
5. ↑  Moore und Anmoore in der Oberrheinebene – 60. Federbachniederung sw. Mörsch. (Abgerufen am 12. Januar 2020)
6. ↑  Offenland-Biotopkartierung, Erhebungsbogen Feldgehölz und Röhricht bei der Reitanlage am Kunzbach (Nr. 170152162324). (Abgerufen am 12. Januar 2020)

### Andere Belege
1. ↑  Heinz Fischer: Geographische Landesaufnahme: Die naturräumlichen Einheiten auf Blatt 169 Rastatt. Bundesanstalt für Landeskunde, Bad Godesberg 1967. → Online-Karte (PDF; 4,4 MB)
2. ↑  Heinz Fischer: Geographische Landesaufnahme: Die naturräumlichen Einheiten auf Blatt 169 Rastatt. Bundesanstalt für Landeskunde, Bad Godesberg 1967. → Online-Karte (PDF; 4,4 MB), S. 26.
3. ↑  Alter Federbachlauf siehe Topographischer Plan über den in das Oberamt Rastatt gehörigen Durmersheimer Bann. (1785) beim Generallandesarchiv Karlsruhe;
 
Neuer Federbachlauf siehe Ohne Titel (Aufnahme des Gebiets zwischen Au am Rhein, Steinmauern, Elchesheim, Bietigheim und Durmersheim mit Bickesheim, 1825–1827) beim Generallandesarchiv Karlsruhe.